# Estación de Mora de Rubielos
Mora de Rubielos, también conocida como Mora de Rubielos-Albentosa, es una estación ferroviaria y un barrio del municipio español de Albentosa, en la provincia de Teruel, comunidad autónoma de Aragón. Fue construida para dar servicio al municipio de Mora de Rubielos y cuenta con servicios de media distancia operados por Renfe. Las instalaciones también cumplen funciones logísticas.

## Situación ferroviaria
Está situada en el punto kilométrico  178,9 de la línea 610 de la red ferroviaria española que une Zaragoza con Sagunto por Teruel, entre las estaciones de Sarrión y de Rubielos de Mora. El kilometraje se corresponde con el histórico trazado entre Calatayud y Valencia, tomando la primera como punto de partida. El tramo es de vía única y está sin electrificar. 
La estación se halla a 926 m de altitud.

## Historia
La estación fue puesta en funcionamiento el 3 de noviembre de 1900 con la apertura del tramo Barracas-Puerto Escandón de la línea que pretendía unir Calatayud con Valencia. Las obras corrieron a cargo de la Compañía del Ferrocarril Central de Aragón. Originalmente tenía el nombre de Mora de Rubielos-Albentosa, característica que aún conserva en los laterales del edificio de viajeros. En 1941, con la nacionalización de la totalidad de la red ferroviaria la estación pasó a ser gestionada por RENFE. En 1958 la estación figuraba integrada en el servicio de Cercanías de Valencia, como cabecera de línea
Desde el 31 de diciembre de 2004 Adif es la titular de las instalacione ferroviarias.

## La estación
El conjunto se halla localizado en un desvío de la carretera A-1514 que la comunica con la A-2521. La estación se halla a 17 km de Mora de Rubielos, una distancia considerable. A la estación se accede también desde Teruel por la Autovía Mudéjar  A-23 , salida 76, siguiendo indicaciones por la  N-234  y Manzanera. También se halla a 3 km de Albentosa.
Al renovar la estación se instalaron dos refugios del tipo "paradas de autobús" en el andén lateral tapando gran parte de la fachada del edificio de viajeros con acceso a la playa de vías.
Se han tapiado todos sus vanos (seis por costado) y se ha dejado únicamente una puerta de seguridad para acceder al Gabinete de Circulación. En su fachada a las vías tampoco conserva el característico reloj del Central de Aragón.
La estación cuenta con un andén lateral que presta servicio a la vía 1 (principal) y un andén central que presta servicio a las vías derivadas 3 y 5. También existe una vía 2 de estacionamiento de trenes, preferentemente mercancías, de 221 metros de longitud en el lado del sentido a Sagunto.

## Servicios ferroviarios

### Media distancia
En la estación se detienen el MD de la serie 599 de Renfe que une Valencia con Zaragoza y el que une Valencia con Huesca.
Los principales destinos que se pueden alcanzar son Huesca, Zaragoza, Teruel, Sagunto y Valencia.
| Línea MD | Trenes | Origen/Destino           |  | Destino/Origen |
| -------- | ------ | ------------------------ |  | -------------- |
| 49       | MD     | Huesca Zaragoza-Delicias |  | Valencia-Norte |
| 49       | MD     | Zaragoza-Miraflores      |  | Valencia-Norte |